# Cortizol
Cortizolul (hidrocortizon) este un hormon steroid, mai precis un glucocorticoid produs de glanda suprarenală. Acesta este eliberat ca răspuns la stres și la înregistrarea unui nivel scăzut de glucocorticoizi în sânge. Rolul său principal este de a crește cantitatea de zahăr din sânge prin intermediul gluconeogenezei, precum și de a suprima răspunsul sistemului imunitar, de ajutor în metabolismul grăsimilor, proteinelor și carbohidraților. Aceasta scade de asemenea osteogeneza. În timpul sarcinii, producția de cortizol crescută dintre săptămânile 30-32 inițiază producerea de agent pulmonar fetal tensioactiv pentru promovarea maturării plamânilor. Diferite forme sintetice de cortizol sunt folosite pentru tratarea unei varietăți de boli.